# Banu Curaiza

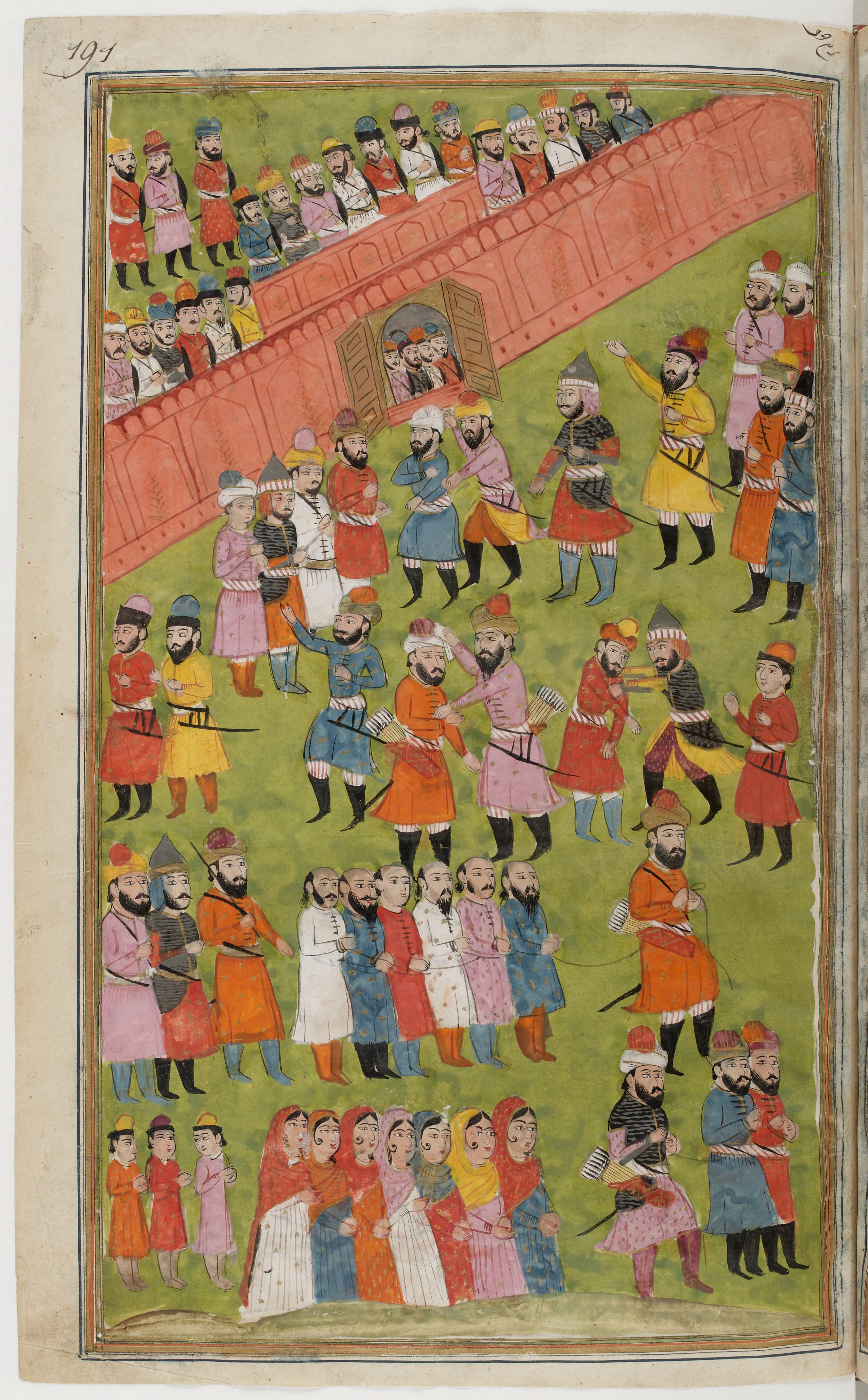
A tomada da fortaleza dos Banu Curaiza, numa ilustração da autoria de Muhammad Rafi' Bāzil da obra Ḥamlah-i Ḥaydarī, publicada em 1808. Manuscrito atualmente na Biblioteca Nacional da França

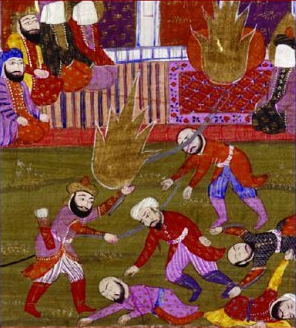
Detalhe da pintura: O Profeta, Ali, e os Companheiros na execução dos prisioneiros curaizaítas, ilustração de um texto do século XIX de Muhammad Rafi Bazil. Manuscrito atualmente na Biblioteca Britânica

A Banu Curaiza (em árabe: بني قريظة; بنو قريظة ou Quraiza, Qurayzah, Quraytha, e o arcaico Koreiza) foi uma tribo judaica do oásis de Iatrebe (atualmente conhecido como Medina) até o século VII, quando surgiu o conflito com Maomé que levou à desaparição da tribo.

## História
Os curaizaítas eram uma das três grandes tribos judias existentes em Iatrebe por volta da Hégira e que haviam adotado vários dos hábitos árabes com o passar dos anos. As outras duas tribos judaicas eram os Banu Cainuca e Banu Nadir. Perdiam em importância política apenas para as tribos árabes pagãs de Banu Aus e cazerajitas provenientes do Iêmen. Boa parte da prosperidade da cidade se devia aos judeus dedicados ao artesanato, ferralheria e joalheria, assim como à produção de tâmaras.

### Hégira
No ano 622 da Era Cristã as cinco maiores tribos de Iatrebe viviam em constantes desavenças políticas e o clima de instabilidade tornava-se intolerável. Finalmente chegou-se a um acordo para que uma pessoa de fora da comunidade fosse escolhida como árbitro imparcial das disputas internas.Reconhecido como um hábil negociador e comerciante inteligente, além de pertencer à importante tribo árabe dos coraixitas, Maomé foi escolhido como árbitro tribal ao mesmo tempo que vários xeques árabes de Iatrebe se converteram ao recém-fundado Islã. Por sua vez, o profeta cada vez mais pressionado pelas classes dominantes de Meca e tendo perdido a proteção de seu falecido tio Abu Talibe, já buscava há muitos meses um local para emigrar com seus seguidores muçulmanos. Em menos de um ano, Maomé e seus seguidores modificaram profundamente a sociedade de Iatrebe.[carece de fontes?]

### Relação com "Os povos do Livro"
No princípio a tolerância era praticada em relação aos dhimmis ("protegidos" em árabe).[carece de fontes?] Nestes primeiros anos Maomé via cristãos e judeus como possíveis aliados do Islã pois ambas as religiões eram monoteístas e cultuadoras do deus de Abraão. Num primeiro momento o Islã absorveu algumas práticas judaicas, como a proibição do consumo de carne suína, a prática de circuncisão, a prática da quibla voltada em direção à Jerusalém, as preces de sexta-feira em preparação para o Sabá e a festividade de Ashura coincidente com o Iom Quipur judaico.[carece de fontes?]

### Batalha de Badr
Em 624 os seguidores de Maomé realizaram uma emboscada a uma grande caravana mequense na localidade de Badr. A batalha de Badr foi a primeira grande vitória militar dos muçulmanos. Os despojos de guerra, de 150 camelos, 10 cavalos, diversas armas e reféns que foram trocados por resgates, bem como o controle sobre a rota de caravanas do norte, representou um enorme aumento no poder econômico dos muçulmanos que somou-se à autoridade política de Muhammad.

### Rompimento das relações
A não participação das tribos judaicas na batalha de Badre e o distanciamento que procuravam manter do Islã, evitando a mescla de suas crenças, começou a gerar desconfiança entre os muçulmanos. Um incidente entre judeus e muçulmanos que culminou na morte de um destes últimos, foi o pretexto que faltava para a expulsão da primeira das tribos judaicas de Iatrebe, os Banu Cainuca.[carece de fontes?]
Em 625 DC os Banu Nadir são expulsos por alegadamente não cumprirem os termos da aliança de defesa militar de Medina, tornado os curaizaítas a última tribo judaica da cidade. Após a Batalha da Trincheira em 627 DC, embora tenham oficialmente apoiado a resistência de Medina contra as tropas de Meca, pesam desconfianças de que os curaizaítas tivessem feito um acordo secreto com Meca pelo qual atacariam as forças muçulmanas pela retaguarda caso a batalha tivesse de fato se concretizado.[carece de fontes?] Os muçulmanos cercaram então os curaizaítas, que teriam conspirado contra eles. Após um cerco de 25 dias, a tribo rendeu-se; quando os seus antigos aliados da tribo Aus tentaram interceder por eles, Maomé perguntou-lhes se aceitariam que fosse um da sua própria tribo a julgá-los. Eles aceitaram: Maomé escolheu então Saade ibne Muade.
Saad tinha sofrido uma ferida letal na batalha contra as forças de Abu Sufiane (morreria pouco mais tarde) e ordenou que todos os homens adultos, seiscentos a setecentos, fossem executados, as suas propriedades divididas entre os fiéis, e as mulheres e crianças reduzidas à escravidão, como era tradição do tempo. Maomé aprovou a sentença considerando-a conforme a vontade de Alá. Uma vala comum foi aberta no mercado de Medina, onde os curaizaítas foram decapitados, na presença de Maomé e Aixa. As mulheres e crianças foram vendidas como escravas em troca de cavalos e armas, excepto algumas que foram distribuídas pelos fiéis. O próprio profeta tomou para si Raiana binte Zaíde, a quem propôs libertação e casamento, mas que preferiu o papel de concubina. .
Alguns autores afirmam que o julgamento de Saade ibne Muade era conforme aos ditames da Torá sobre a guerra , no entanto, as fontes originais da sirah não o mencionam.